# Powellinia aridior
Powellinia aridior là một loài bướm đêm trong họ Noctuidae.